# Pistacia falcata
Pistacia falcata es una especie del género pistacia, perteneciente a la familia Anacardiaceae. Se encuentra en Etiopía, Kenia, Somalia, Tanzania, Uganda, y Yemen. 

## Descripción
Es un árbol de hoja caduca (o arbusto) que alcanza un tamaño de 4-10 m de altura, corteza de color marrón claro, áspera, fisurada longitudinalmente, con ramillas colgantes.

## Ecología
En Etiopía  dominante en los flujos de lava recientes, árbol de hoja perenne o caduca en matorrales del bosque, a menudo en las laderas rocosas escarpadas, en terreno montañoso con Juniperus procera, a una altitud de 1100-2600 metros.
Dudosamente distinta de Pistacia chinensis de Afganistán en el oeste de China i en el este y las Filipinas en el sur.
Se encuentra en Arabia Saudita, Yemen y Omán (Dhofar).

## Taxonomía
Pistacia falcata fue descrita por Becc. ex Martelli y publicado en Fl. Bogos. 24 1886.
Etimología
Pistacia: nombre genérico que según Umberto Quattrocchi dice que deriva del nombre latíno pistacia para un árbol de pistacho y del griego pistake para la núcula del pistacho. Ambas palabras aparentemente derivan a su vez de un nombre persa o árabe antiguo.
falcata: epíteto latíno que significa "con forma de hoz"